# Palazzo dei Portici (Firenze)
Il palazzo dei Portici è un edificio civile del centro storico di Firenze, situato tra via Pellicceria 1, via Porta Rossa 47r- 49r e vicolo del Panico.

## Storia e descrizione
Il palazzo si caratterizza per la presenza di un alto porticato a cinque campate su colonne doriche che guarda a questo primo tratto di via Pellicceria e che (anche cronologicamente) introduce al lungo passaggio coperto che da qui, lungo piazza della Repubblica conduce fino a via de' Pecori. 
Alle cantonate con il vicolo del Panico e con via Porta Rossa le colonne si affiancano a robusti pilastri qualificati da bozze rustiche in pietra. Il corpo superiore si alza per tre piani più un mezzanino. 
L'edificio risulta realizzato (come da disegni conservati presso l'Archivio Storico del Comune di Firenze) dall'architetto Torquato Del Lungo, poco prima o negli stessi anni in cui l'architetto Vincenzo Micheli erigeva il palazzo con l'arcone che prospetta piazza della Repubblica, a definire un altro ampio tratto porticato in asse con questo e con le campate disegnate da Giacomo Roster a introdurre all'edificio del Caffè Gambrinus Halle. 
Nei primi del Novecento, con la costruzione del palazzo Pola e Todescan (architetto Giovanni Paciarelli) e quindi del grande palazzo delle Poste e dei Telegrafi (Vittorio Tognetti e Rodolfo Sabatini) si sarebbe completata la via porticata, parallela a quella carrabile. 
Su questo edificio, sul lato di via Porta Rossa in corrispondenza del numero 49 rosso, si nota il profilo di un arco ribassato in pietra e del rispettivo sodo, a indicare sia come nell'attuale edificio siano state inglobate porzione di una antica fabbrica, sia come questa un tempo si sviluppasse senza soluzione di continuità lungo via Porta Rossa, visto il simile parato in pietra che caratterizza il fronte della casa al 51 rosso. 
È inoltre da rilevare, al limitare tra i due edifici, la presenza di un piccolo tabernacolo che conserva un dipinto raffigurante la Madonna con il Bambino (scarsamente leggibile ma presumibilmente cinquecentesco).

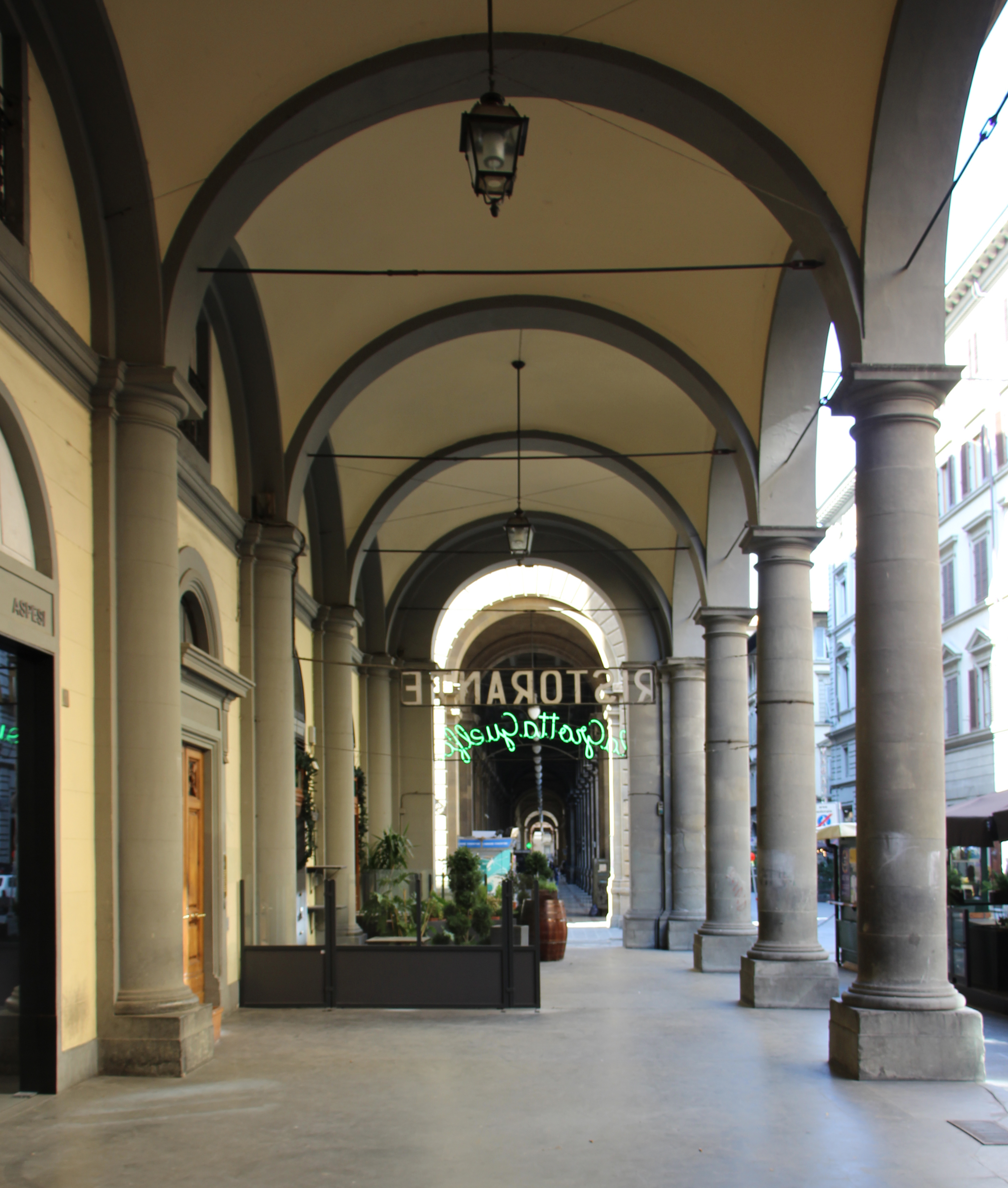
I portici
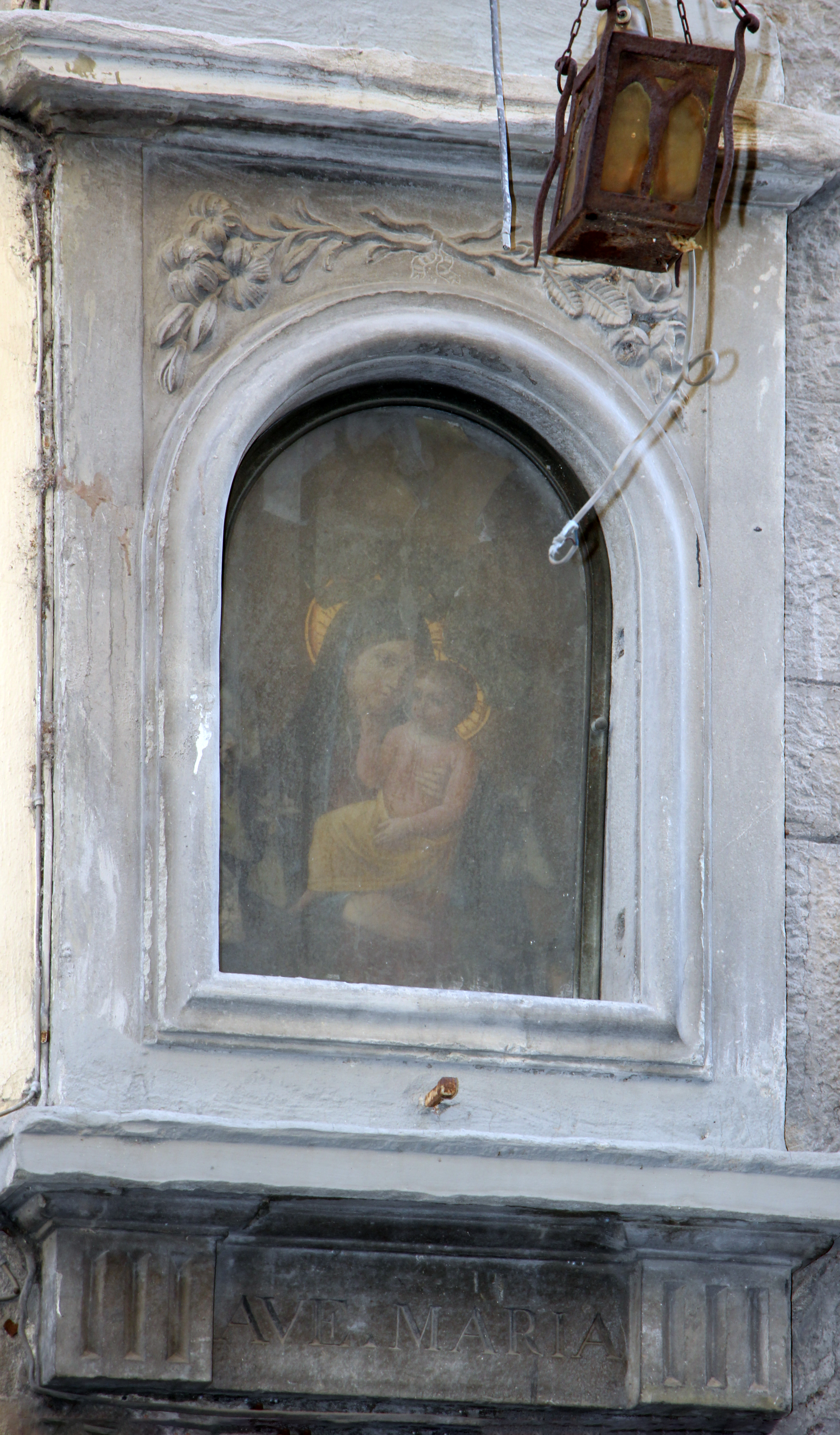
Il tabernacolo su via Porta Rossa